# Рунический камень U53
Рунический камень U53 — рунический камень, расположенный в стене юго-восточного здания на перекрёстке улиц Престгатан и Кокбринкен в Старом городе Стокгольма. Состоит из светло-серого гранита, имеет длину 0,95 метров и ширину 0,55 метров. На камне высечена неглубокая, но достаточно разборчивая надпись

þor--ain · auk · fraykun ' þau …- · stain ' iftiʀ -… sun sin

которая на нормализованном древнезападноскандинавском выглядит как

Þor[st]einn ok Freygunnr þau … stein eptir …, son sinn

и в переводе на русский означает

Торстейнн и Фрейгунн … камень в честь …, своего сына.

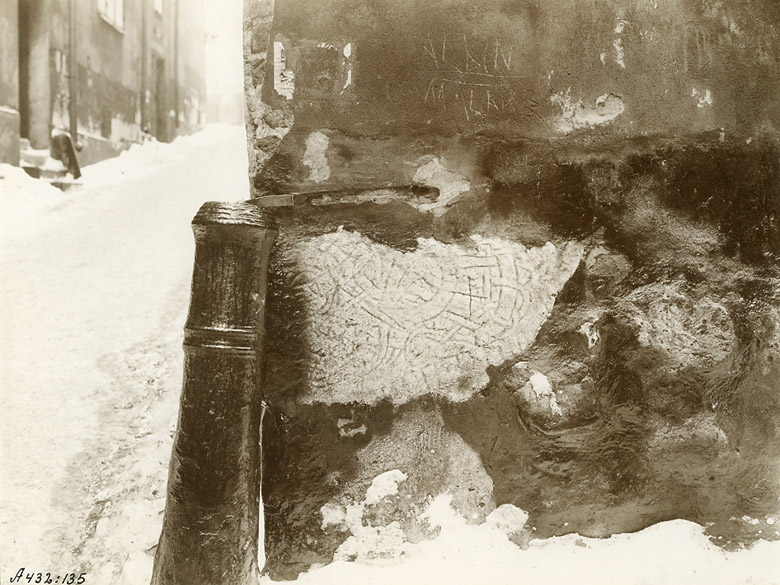
Фотография 1915 года

Камень является одним из десяти рунических камней, найденных в Стокгольме и, в частности, одним из трёх, найденных в Старом городе. Вероятнее всего, изначально камень находился не на Стадсхольмене, а, судя по уппландской манере резьбы, к северу от Стокгольма и был привезён в город для использования в качестве стройматериала. Впервые камень был описан шведским учёным Йоханнесом Буреусом в XVII веке.
Подвал дома, в стене которого расположен камень, относится к периоду Средневековья. Камень, по всей видимости, находится на своём месте со времени постройки здания. После его перестройки в середине XVIII века края камня оказались заштукатурены и надпись перестала быть доступной. Видимость резьбы сильно ухудшилась после того, как в какой-то момент камень был обработан дёгтем. В 1937 году камень был извлечён из стены, очищен, изучен и сфотографирован. Была изготовлена копия камня, которая хранится в городском музее Стокгольма. Изучение камня показало, что при встраивании в стену он был серьёзно повреждён. Особенно сильно пострадали края камня, вследствие чего была утрачена значительная часть надписи. После исследования камень был вставлен на прежнее место, но таким образом, чтобы быть одновременно более защищённым и видимым.